# Zarah Leander
Zarah Leander (15. března 1907 Karlstad, Švédsko – 23. června 1981 Stockholm, Švédsko) byla švédská herečka a zpěvačka. V dětství se učila na housle a klavír. Svou filmovou kariéru zahájila v roce 1930 ve filmu Dantes mysterier. Později hrála například ve filmech K novým břehům (1937), Ve stínu slávy (1941) a Veliká láska (1942).